# Ctenophilus nitidus
Ctenophilus nitidus är en mångfotingart som först beskrevs av Henri W. Brölemann 1926.  Ctenophilus nitidus ingår i släktet Ctenophilus och familjen småjordkrypare.
Artens utbredningsområde är Benin. Inga underarter finns listade i Catalogue of Life.